# Domenico Quattrociocchi
Domenico Quattrociocchi (Palermo, 8 augustus 1872 – Rome, 18 april 1941) was een landschapsschilder in het koninkrijk Italië.

## Levensloop
Hij was een zoon van Pietro Pio Quattrociocchi en Anna Favazzi. In Palermo ging hij in de leer bij de landschapsschilders Francesco Lojacono (1838-1915) en Salvatore Marchesi (1852-1926). Zijn eerste werken exposeerde hij in Palermo (1899) en Monreale (1900).
Na een verdere opleiding in Rome en Venetië in de jaren 1895-1900 vestigde hij zich in Rome (1900). De voorkeur van Quattrociocchi ging uit naar olieverfschilderijen, waarin personages opgaan in een landschap gekenmerkt door felle kleuren en zacht licht. De stijl is naturalistisch en soms idyllisch, waarbij zijn 20e-eeuwse werken eerder 19e-eeuws aandoen. In Rome schilderde hij landschappen in en rond Palermo zoals hij deze in gedachten had; naderhand schilderde hij juist landschappen in Lazio op het doek.
Quattrociocchi exposeerde zijn werken in Parijs (1908), Venetië (1909), Napels (1911, 1914, 1915), Palermo (1916) en diverse malen in Rome zelf. In 1922 deed hij dit op de 13e Internationale Expositie van Kunst van de stad Venetië en in 1925 op de 3e Biënnale van Rome, nadat de fascisten aan de macht gekomen waren. In de jaren 1930 en in 1940 nam Quattrociocchi deel aan de jaarlijkse Interprovinciale fascistische tentoonstelling van Lazio. 
Na zijn overlijden in Rome (1941) organiseerde de Galleria nazionale d'arte moderna e contemporanea in Rome een retrospectieve van vijfentwintig schilderijen. De meeste van zijn werken blijven in privéhanden.
Zijn leerling Rosario Mirabella huwde in 1942 met zijn dochter Emma.
- Bibliothèque nationale de France: cb16950596t (data)
- Gemeinsame Normdatei: 142314099
- International Standard Name Identifier: 0000 0000 8506 0133
- RKD-Nederlands Instituut voor Kunstgeschiedenis: 486496
- Istituto Centrale per il Catalogo Unico: IEIV049612
- Virtual International Authority File: 122757073